# Beleggingsmunt
Een beleggingsmunt is een munt geslagen uit edelmetaal die wordt gehouden als investering. 
Beleggingsmunten worden niet gebruikt in het dagelijks betalingsverkeer ondanks dat ze een nominale waarde hebben. Dit komt doordat de metaalwaarde veel hoger is dan de nominale waarde. Beleggingsmunten zijn meestal verkrijgbaar in zilver en goud maar soms ook in andere edelmetalen als platina en palladium. 
Bekende beleggingsmunten zijn de American Eagle, de Britse Soeverein, de Canadese Maple Leaf en de Zuid-Afrikaanse Krugerrand.
Beleggingsmunten zijn doorgaans verkrijgbaar in verschillende gewichten die gebaseerd zijn op enkelvouden of meervouden van 1 troy ounce. Sommige beleggingsmunten worden geproduceerd in hoeveelheden van 1 kilogram of meer. Beleggingsmunten worden verkocht voor een prijs die iets boven de marktprijs van het metaal in de munt ligt. Dit komt door hun grootte en de productiekosten, opslagkosten en verkoopkosten. Die marge wordt bepaald aan de hand van welk type munt het is, het gewicht van de munt en uit welk edelmetaal de munt geslagen is.